# Drobovnjak
Drobovnjak ali tudi črevesna vreča je mesnata mehkokožna vreča mehkužcev, v kateri se nahajajo črevesje, jetra, ledvice in spolni organi. Ta vreča je le rahlo prekrita z debelim plaščem, to je parno ali neparno kožno gubo, ki se izrašča na hrbtu. Plašč ima sposobnost izločati zunanje ogrodje (bodičnato kožo pri pramehkužcih ali lupino pri višjih mehkužcih.